# 不能戳的秘密2：國家機器
《不能戳的秘密2：國家機器》，是臺灣導演李惠仁的紀錄片作品。影片獲得2014年台北電影節的百萬首獎和最佳紀錄片。

## 影響
臺灣立法院經濟委員會在2014年將併案審查《動物傳染病防治條例》修正草案中，第12條之2規定改為行政院農業委員會或其指定的檢驗機構，不能自行公開傳染病。對此台灣動物社會研究會主任陳玉敏表示，不能增訂「李惠仁條款」。

## 奬項
| 頒獎典禮             | 獎項                   | 名字                        | 結果 |
| 2014年台北電影節     | 百萬首獎               | 《不能戳的秘密2：國家機器》 | 獲獎 |
| 2014年台北電影節     | 最佳紀錄片             | 《不能戳的秘密2：國家機器》 | 獲獎 |
| 台灣國際紀錄片雙年展 | 台灣獎首獎             | 《不能戳的秘密2：國家機器》 | 提名 |
| 第48屆金鐘獎         | 非戲劇類節目最佳導播獎 | 李惠仁                      | 提名 |

## 外部連結
- 開眼電影網上《不能戳的秘密2：國家機器》的資料（繁體中文）
- 互联网电影数据库（IMDb）上《不能戳的秘密2：國家機器》的资料（英文）